# Kim U-gil
Kim U-gil (* 17. Oktober 1949) ist ein ehemaliger nordkoreanischer Boxer.

## Biografie
U-gil Kim trat bei den Olympischen Sommerspielen 1972 in München im Halbfliegengewichtsturnier an. Dort konnte er mit vier Siegen bis ins Finale vordringen, wo er gegen den Ungar György Gedó unterlag. Mit dem damit verbundenen Silbermedaillengewinn war er der erste nordkoreanische Boxer der eine Medaille bei Olympischen Spielen gewann. Zwei Jahre später konnte Kim bei den Asienspielen in Teheran in der gleichen Gewichtsklasse Bronze gewinnen.